# Барети
Барети — вид буронабивних паль, облаштування яких відбувається за допомогою грейфера. Баретні фундаменти завдяки можливості проектувати опори великих розмірів застосовують при високих навантаженнях, як правило, — при висотному будівництві.
Барети можуть застосовуватись як окрема опора під колону чи об'єднуватись плитним ростверком у групу чи декілька груп барет, розташованих у місцях концентрації навантажень від
надземних конструкцій, утворюючи баретно-плитний фундамент.
Барети влаштовують шляхом розроблення траншеї механічними способами під захистом суспензії з подальшим опусканням арматури (за необхідності армування) і бетонуванням.
Барети виготовляються у формі чотирикутника та різноманітних комбінацій з них. Їх розміри, форма порядок розташування визначається навантаженнями які вони повинні витримувати, характеристики ґрунту. Також враховується можливості будівельної техніки, яка здійснює підготовчі роботи перед бетонуванням. Неармовані барети працюють тільки на стиск. Для армованих баретів, їх арматура повинна з'єднуватись з фундаментною плитою.